# Zhuanqiao (köping i Kina, Henan)
Zhuanqiao (kinesiska: 砖桥, 砖桥镇) är en köping i Kina. Den ligger i provinsen Henan, i den centrala delen av landet, omkring 350 kilometer söder om provinshuvudstaden Zhengzhou. Antalet invånare är 22075. Befolkningen består av 10 549 kvinnor och 11 526 män. Barn under 15 år utgör 19,0 %, vuxna 15-64 år 70 %, och äldre över 65 år 9,0 %.
Genomsnittlig årsnederbörd är 1 445 millimeter. Den regnigaste månaden är juli, med i genomsnitt 258 mm nederbörd, och den torraste är januari, med 34 mm nederbörd.